# Lasionycta anthracina
Lasionycta anthracina  es una especie de mariposa nocturna de la familia Noctuidae. Habita en bosques boreales y pantanos desde la costa este de Labrador hasta el noreste de Alberta, hacia el sur hasta el norte de Nuevo Hampshire y el lago Superior en el oeste de Ontario.
La envergadura es de 22-27 mm para los machos y de 25-29 mm para las hembras. Los adultos vuelan típicamente desde mediados de junio hasta mediados de agosto.